# George Johnson Clarke
Pour les articles homonymes, voir George Clarke.
 (février 2024).
Si vous disposez d'ouvrages ou d'articles de référence ou si vous connaissez des sites web de qualité traitant du thème abordé ici, merci de compléter l'article en donnant les références utiles à sa vérifiabilité et en les liant à la section « Notes et références ».
George Johnson Clarke (né le 10 octobre 1857, décédé le 26 février 1917) est un journaliste et homme politique canadien.
Il naît à Saint-Andrews, suit des études de droit puis exerce le métier d'avocat tout en étant Chef d'édition du journal Saint Croix Courier. Il devient maire de Saint-Stephen et préfet du comté de Charlotte entre 1898 et 1899, avant d'être élu à l'Assemblée législative du Nouveau-Brunswick en 1903; il est président de l'Assemblée législative du Nouveau-Brunswick de 1909 à 1914. En 1914, il devient procureur général de la province dans l'administration du premier ministre James Kidd Flemming, puis à la fin de l'année, devient premier ministre lorsque son prédécesseur est obligé de démissionner. Souffrant d'une mauvaise santé, il démissionne le 1er février 1917 et meurt avant la fin de ce même mois.